# مجمبو
مجمبو (بالفارسية: مجمبو) هي مستوطنة تقع في قسم آبكش الريفي (مقاطعة دير) في إيران.